# Ro5-4082
Il Ro05-4082 conosciuto anche sotto i nomi di N-metilclonazepam e ID-690 è uno psicofarmaco appartenente alla categoria delle benzodiazepine, sviluppato negli anni 70'. Ha proprietà sedative e ipnotiche e ha circa la stessa potenza del clonazepam stesso. Non è mai stato introdotto nell'uso clinico ed è un isomero strutturale del meclonazepam (3-metilclonazepam).